# Kotasaari (ö i Lappland, Tunturi-Lappi)
Kotasaari är en ö i Finland. Den ligger i sjön Tuolpajärvi och i kommunen Enontekis i den ekonomiska regionen  Fjäll-Lappland  och landskapet Lappland, i den norra delen av landet, 900 km norr om huvudstaden Helsingfors. Öns area är 0,4 hektar och dess största längd är 90 meter i sydöst-nordvästlig riktning.